# Piaski (gromada w powiecie łęczyckim)
Piaski – dawna gromada, czyli najmniejsza jednostka podziału terytorialnego Polskiej Rzeczypospolitej Ludowej w latach 1954–1972.
Gromady, z gromadzkimi radami narodowymi (GRN) jako organami władzy najniższego stopnia na wsi, funkcjonowały od reformy reorganizującej administrację wiejską przeprowadzonej jesienią 1954 do momentu ich zniesienia z dniem 1 stycznia 1973, tym samym wypierając organizację gminną w latach 1954–1972.
Gromadę Piaski siedzibą GRN w Piaskach utworzono – jako jedną z 8759 gromad na obszarze Polski – w powiecie tureckim w woj. poznańskim, na mocy uchwały nr 39/54 WRN w Poznaniu z dnia 5 października 1954. W skład jednostki weszły obszary dotychczasowych gromad Bielawy Stare, Grodzisko, Kossew, Parski, Piaski, Podłęże i Władysławów ze zniesionej gminy Świnice w tymże powiecie. Dla gromady ustalono 14 członków gromadzkiej rady narodowej.
1 stycznia 1956 gromadę włączono do powiatu łęczyckiego w woj. łódzkim.
31 grudnia 1959 do gromady Piaski przyłączono wieś i kolonię Rogów, wieś Drozdów oraz kolonie Drozdów A i Drozdów B ze znoszonej gromady Saków w powiecie poddębickim (woj. łódzkie).
Gromada przetrwała do końca 1972 roku, czyli do kolejnej reformy gminnej.